# 拉多米罗夫卡农村居民点
拉多米罗夫卡农村居民点（俄语：Ладомировское сельское поселение）是俄罗斯联邦别尔哥罗德州罗韦尼基区所属的一个农村居民点。其下辖有5个居民点，行政中心为拉多米罗夫卡。据2016年统计，该农村居民点的人口为1207人。